# Rosyjski Archeologiczny Instytut w Konstantynopolu
Rosyjski Archeologiczny Instytut w Konstantynopolu ros. Русский археологический институт в Константинополе – instytucja istniejąca w latach 1894-1914. 
Inicjatorami jej powołania byli Nikodim Kondakow i Fiodor Uspienski (dyrektor). Placówka wydawała pismo "Izwiestija Russkogo Archieołogiczeskogo Instituta w Konstantinopole". Placówka prowadziła wykopaliska archeologiczne i badania naukowe na terenie całego imperium osmańskiego. Instytut funkcjonował aż do wybuchu pierwszej wojny światowej w 1914 roku.